# Serghei Dadu
Pour les articles homonymes, voir Dadu.
Serghei Dadu est un footballeur international moldave né le 23 janvier 1981 à Chișinău, qui évoluait au poste d'attaquant.

## Biographie

### Carrière internationale
Serghei Dadu compte 30 sélections avec la Moldavie pour 8 buts marqués entre 2002 et 2012.

## Palmarès
- Vainqueur de la Supercoupe de Russie en 2004